# Оболенский, Леонид Егорович
Леони́д Его́рович Оболе́нский (1845—1906) — русский писатель, поэт, философ и публицист, критик, издатель.

## Биография
Родился 9 (21) марта 1845 года в Малоархангельске Орловской губернии в дворянской семье. Учился в Орловской гимназии, из которой перешёл в частное заведение, устроенное в Орле известным впоследствии педагогом И. Ф. Рашевским. С 1862 года Оболенский слушал лекции в Санкт-Петербургском университете и медико-хирургической академии по физике, химии и физиологии, а затем в Московском университете — по юридическим наукам и по философии.
В 1866 году с целью ближе стать к народу, Оболенский поступил на службу секретарём Калужской земской управы, но через 3 месяца, из-за близости к некоторым каракозовцам был арестован; полгода провёл в Петропавловской крепости. Затем был выслан в Буй под надзор полиции, затем переехал в Варнавин. В 1870 году, после смерти отца, получил разрешение вернуться в Орёл, где занимался адвокатурой, по-прежнему под полицейским надзором.
В 1878 году добился разрешения поселиться в Петербурге, где совместно с профессором Н. П. Вагнером основал журнал «Свет», переименованного в 1881 году в «Мысль». В 1883 году Леонид Оболенский приобрёл в собственность журнал «Русское Богатство» и издавал его до 1891 года. С середины 1880-х годов он сблизился с Львом Толстым, впоследствии много с ним полемизировал. В журналах Оболенского беллетристика занимала сравнительно мало места; зато научный и особенно философский отдел давали читателю много живого материала. Самому издателю принадлежало большое число статей разнородного содержания, а также повестей и рассказов.
Позже сотрудничал в «Новостях», «Одесском Листке» и «Новом слове» (ред. С. Н. Кривенко), а также занимался редактированием целого ряда сочинений по философии: Фулье, Селди, Кирхмана, Маудсли, Тарда, Гефдинга.
В 1900-х годах Оболенский работал в газетах «Россия», «Бессарабская жизнь», «Приднепровский край».
Умер в Санкт-Петербурге 21 сентября (4 октября) 1906 года. Похоронен на Волковском православном кладбище.

## Поэзия Оболенского
Первые стихи он опубликовал ещё в гимназические годы, но началом своей литературной деятельности считал 1868 год. В 1866 году опубликовал свои стихотворения в «Деле». Свою поэзию собрал в сборнике «Стихотворения (1868—1878) (СПб., 1878)»; второй том вышел в 1887 году — «Стихотворения (1879—1884)».

## Философия Оболенского
Леонид Оболенский не относил себя ни к какой партии или движению. Он пытался найти рациональное зерно в различных течениях философской и общественной мысли, в качестве нравственного ориентира избрав альтруистические идеи, причём сам, по-видимому, считал свои философские статьи самой важной частью своего литературного наследия.
По мнению Оболенского, этика воздвигается на психологической основе.
- Первичные чувствования боли, путём сознательного и бессознательного опыта, осложняются и дают позднейшие чувствования. В боли, как состоянии неприятном, есть уже воля.
- Желания, относясь к группе волевых чувствований, являются основой опытной нравственности.
- Кроме того, есть ещё альтруистическая мораль, вытекающая из первичного свойства органической материи — получать, при одинаковых условиях, однородные субъективные состояния.
- На чуствованиях, происшедших путём эволюции, строятся объективные условия блага, а первичный альтруизм создает субъективные его условия. При субъективных условиях стимулом является непосредственная жалость к другому, вложенная в органическое вещество и растущая с ростом сознания о сходстве с другими.
- Вне-опытный альтруизм понемногу подчиняет себе опытную мораль и один только может служить критерием поведения.
- Первичный альтруизм — то единое, что ведет постоянную борьбу с призраком индивидуальности; это — сущность, единая у всех, но сущность не в метафизическом смысле, а её проявление для нас.
- Симпатия — голос того общего и единого, которое временно приняло оболочку индивидуальности. Вот почему эту любовь и жалость мы можем считать свойством мировой сущности, ноумена, Бога.
- В субъективных явлениях мы имеем свойства сущности, непосредственно являющиеся нам, в объективном — только символизацию той же неведомой сущности. Философия должна давать цельное представление о мире; она должна охватывать и область чувств, и сущность мира. Материализм и позитивизм не удовлетворяют этому требованию; они не могут непосредственно служить жизни, ибо дают один элемент мира, его скелет вместо целого.

Многочисленные философские статьи Оболенского, появившиеся до 1890 года включительно, перечислены в приложении к русскому переводу «Истории новой философии» Ибервега-Гейнце; в 1891 и 1892 годах они отмечались в библиографических перечнях журнала «Вопросы философии и психологии», в 1893 и 1894 годах — в «Философском Ежегоднике» за эти годы.

## Семья
- Сын: Оболенский, Леонид Леонидович, советский государственный деятель и дипломат.
- Внук: Оболенский, Леонид Леонидович, советский киноактёр.